# Lévai zsinatok
1923. - Alkotmányozó Zsinat- amely létrehozta a trianon utáni szlovenszkói reformátusok törvényileg szabályozott egyházát. A csehszlovák államhatalom nem ismerte el a zsinat határozatait, így a református egyház létrejöttét sem, mivel a zsinat nem hozott létre szlovák ajkú egyházmegyét, amely az akkori hatalom kívánsága volt.
1952 - A kommunista államhatalom által új államkeretek közé szorított református egyház kénytelen volt az akkori hatalom nyomására alkotmányát kiegészíteni. Ezért az újabb kor első törvényhozó zsinatát is Léván tartották. Akkor a legnagyobb tekintéllyel bíró lelkész, Czeglédi Pál lévai lelkész-esperes volt, akinek a vezetésével sikerült az egyházi törvényeket szentesíteni.
A lévai reformátusok története több mint négy évszázados múltra tekint vissza. Kiemelkedő események mindig voltak az egyházközség életében. Olyan neves személyek szolgáltak a gyülekezetben, mint a 16. századi gyülekezetalapító és a barsmegyei kánonokat első helyen aláíró Gyöngyösi Gondán András, a 17. századi történetíró Perlaki Könczöl Márton, a gályarab Czeglédi Péter és Rimaszombati Kis János, majd a 20. században Birtha József a Nemzetgyűlés képviselője és kormánybiztos, Antal Gyula a losonci teológia tanára és Léva város polgármestere, Czeglédy Pál, aki az egyházjog és történetírás területén jeleskedett, vagy Szabó Antal püspökhelyettes. Olyan neves személyek is ellátogattak a közösségbe, mint Pap Gábor dunántúli püspök, aki az 1848–49-es forradalom és szabadságharcban harcolt és századosi rangig vitte, vagy Antal Gábor dunántúli püspök, továbbá gróf Tisza Kálmán és fia gróf Tisza István Magyarország miniszterelnökei, a református egyház világi vezetői. A trianoni országvesztésig két dunántúli közgyűlésnek (1889 és 1912) adott otthont Léva városa. Trianon után 1923-ban és a diktatúra éveiben 1952-ben, a szlovenszkói, ill. a csehszlovákiai csonka református egyház életének és törvényi kereteinek adott alkotmányos alapot a két lévai zsinat.